# Osek (Pražská plošina)
Osek je hora, která je zmiňovaná na dvou místech Kosmovy kroniky z první čtvrtiny 12. století. Vedla přes ni dálková cesta do Bechyňské provincie, na jejím vrcholu měl podle Kosmy kdysi stát pohraniční hrad knížete Slavníka a kronikář do blízkosti hory lokalizoval také mohylu bájné kněžny Kazi:
| „                                              | Když byla k vládkyni vzata, jež z Cerery zrozena byla, obyvatelé země na památku své paní velmi vysoko vztyčili mohylu, kterou jest až podnes viděti nad břehem řeky Mže při cestě, kudy se chodí do končin kraje bechyňského přes horu, jež slove Oseka | “ |
| — Kosmova Kronika česká IV, vydání 1972, s. 15 | |   |

| „                                                 | Knížectví jeho (tj. Slavníka) mělo tyto hranice: na západ proti Čechám potok Surinu a hrad, ležící na hoře, jež slove Oseka, při řece Mži... | “ |
| — Kosmova Kronika česká XXVII, vydání 1972, s. 48 | |   |

## Pokusy o identifikaci Oseka
O ztotožnění hory s konkrétním místem v terénu se čeští historici a archeologové pokoušejí od poloviny devatenáctého století.

### Starší pokusy
Historik Václav Vladivoj Tomek a další ztotožňovali Osek s vrchem Havlín na okraji Zbraslavi. O další určení se pokusil např. Václav Tille.

### Studie Tomáše Klimka
Podle historické studie Tomáše Klimka – Kosmova hora Osek a vnímání krajiny v českém středověku z roku 2005 je hora ztotožněna s tratí Humenská nad břehem řeky Berounky nad Dolními Mokropsy v okrese Praha-západ. Dálková cesta, jejíž terénní pozůstatky byly na místě nalezeny, tu překonávala obtížný brod.

#### Hradiště Humensko
Podle Klimka však takzvané hradiště Humensko, první ze Slavníkových hraničních hradů směrem od Prahy, nikdy nebylo hradištěm. Lidé Kosmovy doby tak označovali cestovní stanici, která ležela na staré bechyňské stezce a poskytovala možnost nabrat síly před broděním Berounky (tehdy Mže) ku směru do Prahy, případně počkat na příhodný stav vody.
Pro tyto argumenty přináší celou řadu přesvědčivých důkazů – domnělé valy neplní bezpečnostní funkci, ale slouží jako ochrana uměle vytvořené cesty proti zaplavování a erozním vlivů. Terasy přisuzované fortifikaci pouze zlepšovaly odvodňování svahu nad starou stezkou. V nejužším místě šíje se pak sice nachází val, ten však nikdy nebyl prokopán přes celou její šíři a nemohl tedy splňovat obrannou funkci, neboť neumožňoval instalaci ani tak jednoduchého zařízení jako je padací most.

#### Kazina mohyla
Klimek také potvrdil místo, které Kosmas označuje za mohylu kněžny Kazi. Podle něj se jedná o malou umělou vyvýšeninu v jižní části cestovní stanice, která má před sebou příkop. Archeologickým výzkumem bylo již za první světové války zjištěno, že domnělá Kazina mohyla není hrobem či ceremoniálním místem. Vyvýšenina obsahovala pouze předměty cestovatelů – podobně jako plošina hradiště.
S ohledem na jiné, typově podobné stavby, se dá usuzovat, že se jedná o mýtnici. Val pak sloužil ke znemožnění objetí mýta z jiné strany, než vede cesta.

##### Kontroverze
Někteří archeologové a historikové[zdroj?] s touto interpretací nesouhlasí a lokalizaci hory Oseka a funkci hradiště Humensko považují za stále otevřenou otázku.